# Peter Bell (Politiker)
Peter Bell (* 15. Juli 1889 in Metz; † 22. September 1939 in Neuburg an der Donau) war ein deutscher Lehrer und Politiker (NSDAP). Er war Abgeordneter im Reichstag des Deutschen Reiches und im Preußischen Landtag.

Peter Bell

## Leben
Bell besuchte die Volksschule in Köln und danach das Realprogymnasium in Köln-Nippes. Später war er auf den Realgymnasien in Düsseldorf und München. Er studierte von 1911 bis 1914 an der Ludwig-Maximilians-Universität München die Fächer Deutsch, Geschichte und Französisch und meldete sich 1914 als Kriegsfreiwilliger beim 1. Bayrischen Infanterie-Regiment. Nach dem Ersten Weltkrieg promovierte er 1920 an der Technischen Hochschule München. Er wurde 1920 Studienrat in Zweibrücken und im Februar 1923 aus der Pfalz ausgewiesen. Von April 1923 bis April 1937 war er Studienrat an der Realschule in Cham, in der Oberpfalz. Zum 1. Juni 1931 trat er der NSDAP bei (Mitgliedsnummer 519.175).
Bell vertrat ab November 1933 den Wahlkreis 25 im nationalsozialistischen Reichstag, außerdem wurde er 1933 Mitglied des Stadtrates in Cham. Er war von 1933 bis 1936 Kreisleiter der NSDAP in Viechtach und dort auch Aufsichtsratsvorsitzender der Regentalbahn AG. Seit 1933 war er zudem Mitglied des Kreistages von Niederbayern-Oberpfalz. Außerdem war er später Gauamtsleiter des Grenzlandamtes des Gaus Bayrische Ostmark der NSDAP. Ab April 1937 leitete er eine Realschule in Neuburg an der Donau. Er war während dessen noch Landesgruppenleiter der Landesgruppe Bayern des Bundes Deutscher Osten. Er starb im September 1939 in Neuburg an der Donau. Nach seinem Tod rückte Benno Kuhr für ihn in den Reichstag nach.